# Fluvioviridavis platyrhamphus
Il fluvioviridave (Fluvioviridavis platyrhamphus) è un uccello estinto di incerta classificazione. I suoi resti sono stati ritrovati in Wyoming, nella ben nota formazione di Green River, risalente all'Eocene inferiore (circa 55 milioni di anni fa).

## Descrizione
L'aspetto e le dimensioni di questo uccello dovevano essere piuttosto simili a quelle dell'attuale guaciaro (Steatornis caripensis), ma i due animali si distinguevano per alcune importanti caratteristiche. Le zampe posteriori, ad esempio, erano molto più corte nella forma eocenica, in particolare il tarsometatarso era notevolmente abbreviato. Il becco, inoltre, era molto più lungo in Fluvioviridavis, e assomigliava a quello degli attuali pigliamosche (Muscicapidae).

## Classificazione
Questa combinazione di caratteristiche non permette di chiarire i rapporti filogenetici di Fluvioviridavis con altri uccelli. È possibile che questo animale fosse imparentato alla lontana con i guaciari (gen. Steatornis), o con altre forme simili dell'Eocene (Prefica, Paraprefica). In ogni caso, Mayr e Daniels (2001) hanno indicato un'attribuzione incerta anche a livello di famiglia, mentre lo stesso Mayr (2009) ha preferito istituire la famiglia Fluvioviridavidae per questa forma e per un'altra specie europea (Eurofluvioviridavis).
Uno studio successivo (Nesbitt et al., 2011), basato su nuovi esemplari di Fluvioviridavis, ha portato alla conclusione che questo uccello era un rappresentante basale dei podargiformi (Podargiformes). Nello studio i podargi e i guaciari sono considerati due sister groups, grazie soprattutto alle evidenze fossili. Le caratteristiche della mandibola e del palato di Fluvioviridavis dimostrerebbero che molte caratteristiche insolite del cranio dei podargi attuali si svilupparono a partire almeno dall'Eocene inferiore, oltre 50 milioni di anni fa. Secondo lo studio di Nesbitt e colleghi, inoltre, Eurofluvioviridavis non sarebbe strettamente imparentato con la forma nordamericana; il più stretto parente di Fluvioviridavis potrebbe essere invece un altro uccello proveniente dal giacimento di Messel, Masillapodargus.

## Significato dei fossili

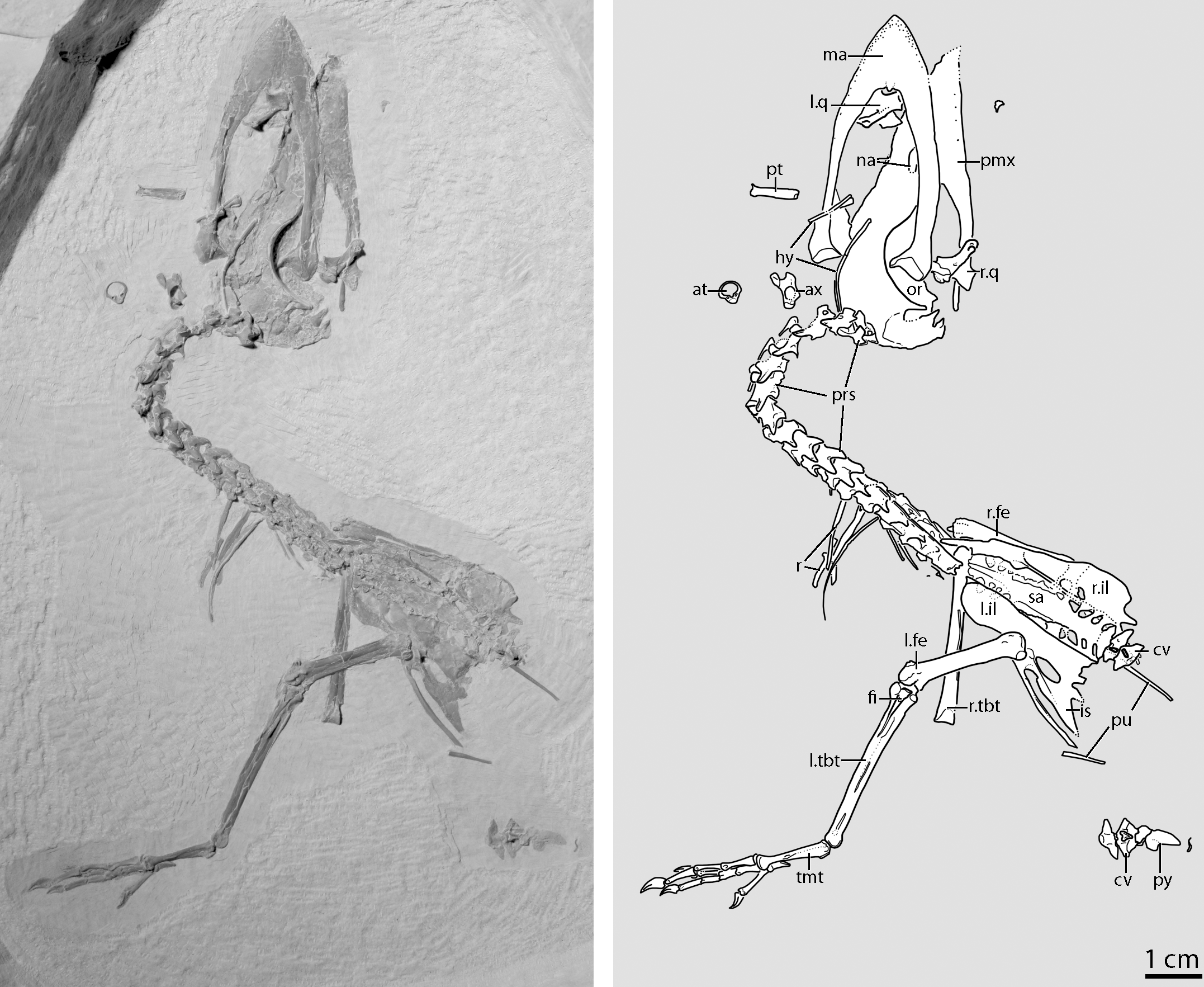
Altro esemplare di Fluvioviridavis

I fossili di Masillapodargus e di Fluvioviridavis dimostrano che i podargiformi avevano una distribuzione geografica molto più ampia nel passato, mentre attualmente sono confinati all'Australasia. Questi ritrovamenti fossili indicano che le principali suddivisioni del gruppo di uccelli noti come Strisores (Caprimulgiformes e Apodiformes) si erano già diversificate nell'Eocene inferiore.

## Significato del nome
Il nome generico, Fluvioviridavis, significa "uccello di Green River", con riferimento alla formazione in cui è stato rinvenuto l'unico resto fossile. L'epiteto specifico, platyrhamphus, si riferisce alla forma del becco e significa "dal rostro piatto".